# Маркина, Надежда Константиновна
Наде́жда Константи́новна Ма́ркина (род. 29 января 1959, Дмитриевка, Никифоровский район, Тамбовская область) — советская и российская актриса театра и кино. Известность получила благодаря главной роли в фильме «Елена» (2011), за которую была выдвинута на ряд премий.

## Биография
Родилась 29 января 1959 года в посёлке Дмитриевка Никифоровского района Тамбовской области.
После окончания школы поступила в ГИТИС им. А. В. Луначарского, который окончила в 1983 году (курс И. Туманова, затем А. Эфроса).
Работала в Театре на Таганке, Театре на Малой Бронной (1992—1998), во МХАТе имени М. Горького.
Не замужем. Детей нет.

## Театральные работы

### Театр на Таганке
- Варвара — В. Крупин «Живая вода»;
- Лиза Бричкина — Б. Л. Васильев «А зори здесь тихие…»;
- Василиса Мелентьевна — Ф. Абрамов «Деревянные кони»;
- Таня Песоцкая — А. П. Чехов «Один».

### Театр на Малой Бронной
- Регана — У. Шекспир «Король Лир»;
- Анна Устиновна Кисельникова — А. Н. Островский «Пучина»;
- Фестинья — А. Аблесимов «Мельник — колдун, обманщик и сват»;
- Соня — А. П. Чехов «Леший»;
- Елизавета Прокофьевна Епанчина — трилогия по роману «Идиот» Ф.Достоевского («Бесстыжая», «Рыцарь бедный», «Русский свет»);
- Тамара — А. Володин «Пять вечеров».

### МХАТ им. М.Горького
- Настя — Максим Горький «На дне»
- Мирониха — по повести В. Распутина «Последний срок»
- Гурмыжская — Александр Островский «Лес»[2]

### Антреприза
- «Старосветская любовь» (реж. Валерий Фокин).

## Фильмография
- 2024 — Ненормальный — Екатерина Валерьевна, бабушка Коли
- 2024 — Юг — бабушка Юга
- 2023 — Против всех — Рая, жена Захара
- 2022 — Сёстры — свекровь
- 2021 — Белый снег — бабушка Милица
- 2020 — Бег — Галина Викторовна Сабурова
- 2020 — Стрельцов — Софья Стрельцова
- 2019 — Крик тишины — Анна Васильевна
- 2018 — Никто не узнает — Анна
- 2018 — Белая ворона
- 2017 — Аритмия — врач Татьяна Михайловна
- 2017 — Доктор Рихтер — настоятельница
- 2017 — Линия света — Аглая Зуева
- 2017 — Ничей — Валентина Ивановна Катранова, тётя Коли
- 2016 — Солнце в подарок — Камышова
- 2016 — София — Мария Ярославовна, Великая княгиня Московская
- 2016 — Шакал — Зинаида Андреевна Горбатова, мать Нюры
- 2016 — Вышибала — Антонина Петровна Чижова
- 2014 — Находка — Нюра, жена Трофима
- 2014 — Инквизитор — Зинаида Сергеевна Шемякина
- 2014 — Бесы — мать Николая Ставрогина
- 2014 — Иерей-сан — Дарья Макарова
- 2013 — Судьба Марии — Надежда Николаевна
- 2013 — Оттепель — Ольга Филипповна, художник по костюмам
- 2013 — Гагарин. Первый в космосе — Анна Тимофеевна Матвеева, мать Юрия
- 2013 — Братья и сестры — Евдокия
- 2012 — Подари мне воскресенье — Марфа
- 2012 — Моя большая семья — Анастасия Самокрутова
- 2012 — Костёр на снегу — Зинаида Васильевна Любомирова
- 2012 — В тумане — мать Бурова
- 2011 — Елена — Елена — главная роль
- 2011 — Ласточкино гнездо — домработница Ляля
- 2010 — Каденции — Тамара Ивановна
- 2010 — Гаражи — мать Антона
- 2009 — Суд — Ольга Петровна Якушкина
- 2009 — Пелагия и белый бульдог — Антонина Ивановна Шелаго
- 2009 — Однажды будет любовь — Клава
- 2009 — Люди добрые — Анна Зайкова
- 2009 — Гувернантка — Клавдия Семёновна
- 2009 — Братья Карамазовы — генеральша
- 2008 — Хиромант 2 — Клавдия Михайловна
- 2008 — Трюкачи
- 2008 — Взрослая жизнь девчонки Полины Субботиной — мать Метелина
- 2007 — Чужие тайны — тётя Надя
- 2007 — Завещание Ленина — Ефросинья
- 2007 — Громовы. Дом надежды — мать Василия
- 2006 — Точка — мать Киры
- 2006 — Сделка — Екатерина Ивановна
- 2006 — Меченосец — мать Саши
- 2006 — Мёртвый, живой, опасный — Антонина — главная роль
- 2006 — Заколдованный участок — Савичева Татьяна
- 2006 — Ваша честь — Ольга Петровна Якушкина
- 2005 — Частный детектив — Ксения Петровна — главная роль
- 2005 — Хиромант — Клавдия Михайловна
- 2005 — Даша Васильева. Любительница частного сыска (сезон 4, эпизод «Хобби гадкого утенка»)
- 2004 — Дальнобойщики 2
- 2004 — Штрафбат — хозяйка
- 2004 — Московская сага
- 2004 — Женщины в игре без правил — Шура
- 2003 — Стилет — Лидия Максимовна
- 2003 — Участок — Савичева Татьяна
- 2003 — Спас под берёзами — Екатерина Ивановна
- 2003 — Вокзал — Нина — главная роль
- 2003 — На углу у Патриарших 3
- 2002 — Каменская: За все надо платить — Мария Васильева
- 2002 — Марш Турецкого 3 — Ковригина Людмила
- 2001 — Семейные тайны — Елена
- 2001 — Под Полярной звездой — Королева-мать — главная роль
- 2001 — Гражданин начальник — мать Андрея
- 2000 — Свадьба — набожная сестра Мишки
- 1999 — Развязка Петербургских тайн — Христина
- 1998 — Кто, если не мы — мама Толика
- 1994 — Петербургские тайны (сериал) — Христина
- 1989 — Этюды о Врубеле
- 1989 — В городе Сочи тёмные ночи — Соня, жена Олега Стрельникова
- 1988 — Абориген — мать Борьки
- 1985 — Поклонись до земли
- 1985 — Далёкий голос кукушки — Ганна
- 1985 — Говорит Москва — Ермилова

## Признание

### Награды
- Премия «Ника» за лучшую женскую роль в фильме «Елена» (2012)[3].
- Премия «Золотая маска» — за лучшую женскую роль в спектакле «Пять вечеров» (1998)[4].
- Премия «Индийского международного кинофестиваля» — лучшей актрисе за фильм «Елена» (2011)[5].
- Азиатско-Тихоокеанская кинопремия (Asia Pacific Screen Awards) за лучшую женскую роль[6]

### Номинации
- Лучшая актриса премии Европейской академии кино в фильме Елена (2011)[7].
- Лучшая женская роль национальной премии Гильдии киноведов и кинокритиков России «Белый слон» (2011).[8]
- Лучшая женская роль премии «Золотой орёл» за фильм «Елена» (2012).